# Dyneon

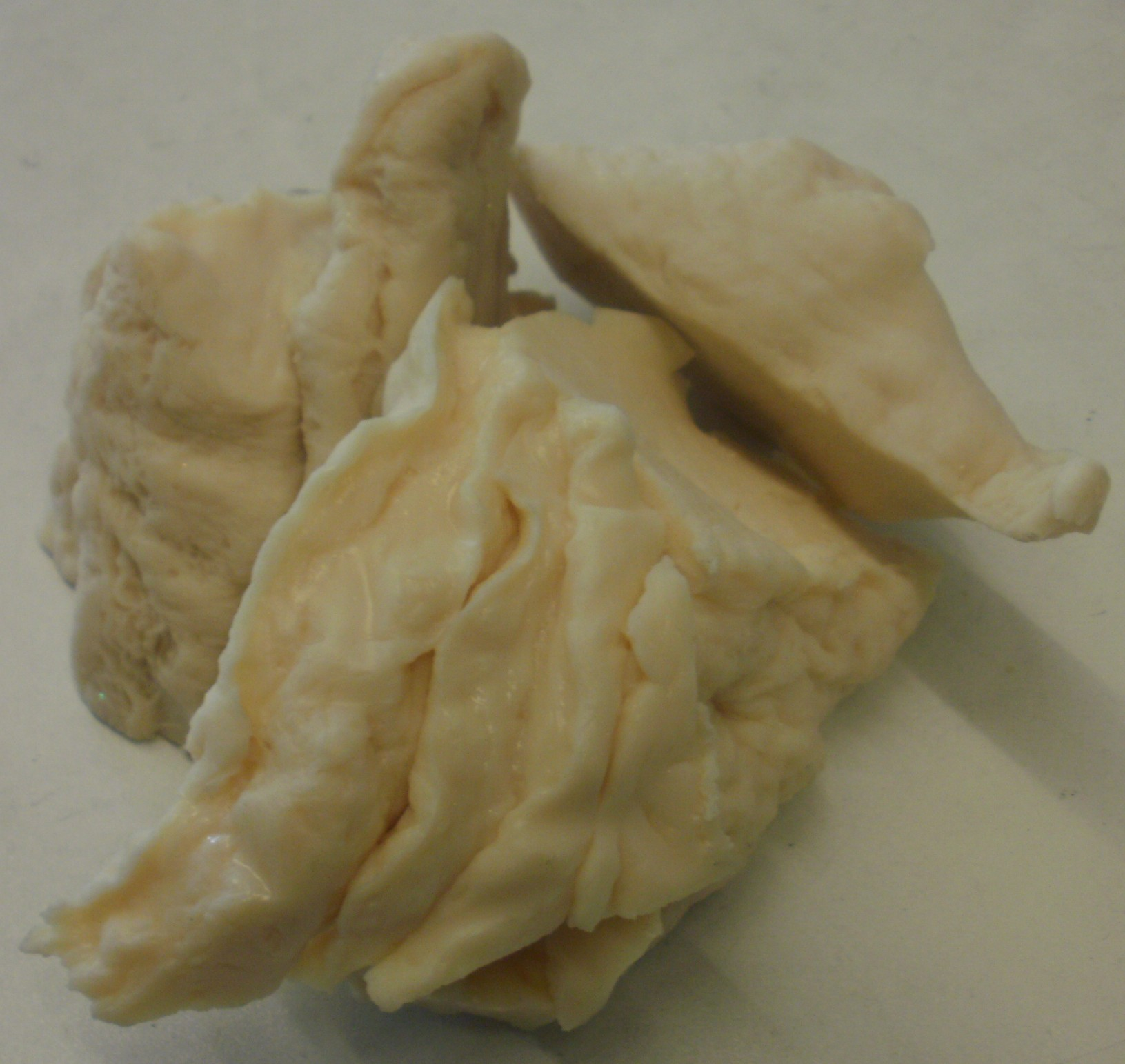
Fluorpolymer von Dyneon

Dyneon GmbH ist eine Tochterfirma des Konzerns 3M, die jährlich über 16.000 Tonnen Fluorelastomere, PTFE, Fluorthermoplaste und Spezial-Additive herstellt. Die Produkte werden unter den Marken Dyneon und Dynamar vertrieben.
Die Dyneon GmbH in Gendorf, heute zu Burgkirchen an der Alz, hat im Bayerischen Chemiedreieck über 560 Mitarbeiter und ist mit Repräsentanz in über 50 Ländern vertreten. In Gendorf werden die Bereiche Produktion, Forschung und Entwicklung abgedeckt. Weitere Anwendungs- und Produktentwicklungszentren für Fluorpolymere befinden sich in Benelux und Japan. Die Forschungsarbeit von Dyneon bewirkte auf dem Feld der Fluorpolymere Fortschritte wie die Entwicklung von bis minus 40 °C einsetzbaren Fluorelastomeren und PTFE mit verbesserten Eigenschaften.
Dyneon war im Jahr 1998 zu 46 Prozent Eigentum der Hoechst AG und zu 54 Prozent Eigentum der 3M, das Unternehmen setzte in diesem Jahr mit ungefähr 700 Mitarbeitern an fünf Standorten in den USA, Belgien und Deutschland etwa 350 Millionen US-Dollar um. Hoechst hat im Jahre 1999  die Minderheitsbeteiligung an Dyneon an den Partner 3M verkauft.